# Yorki katedrális
A yorki katedrális (angolul: York Minster) Anglia és Észak-Európa legnagyobb gótikus temploma, amely negyed évezreden át épült. A yorki érsek Anglia második legmagasabb egyházi méltósága Canterbury érseke után.

## Története

### 7–11. század
A katedrális helyén valamikor egy római bazilika állt, majd egy fából épített kápolnát emeltek, hogy legyen hol megkeresztelni 627 húsvét vasárnapján az angolszász Edwint, northumbriai királyt. Az uralkodó parancsára kőtemplomot építettek ezen a helyen. 633-ban Edwin elesett egy csatában, így a Szent Péternek ajánlott templomot az őt követő Oswaldnak kellett befejeznie.
A kőtemplomot az évek során folyamatosan bővítették. Egbert érseksége idején, a késői 8. században iskolája és könyvtára is nyílt a katedrálisnak. 741-ben az építmény leégett, de újjáépítették. Az templomban harminc oltár kapott helyet.
A templom szerencsésen túlélte a viking megszállást, sőt a keresztény hitre áttért Guthfrith király az épületben temettette el magát. 1069-ben, amikor a normannok visszafoglalták Yorkot, ismét tűz pusztította el az épületet, 1075-ben pedig újra a vikingek rohanták le a várost, és súlyosan megrongálták a templomot.

### 1080–1200
A normannok úgy döntöttek, hogy új kőtemplomot építenek a megrongálódott szász templom helyén. Az 1080-as évek környékén, Thomas of Bayeux érseksége idején megkezdődött az új templom építése. A normann templomot 1100 körül fejezték be, majd az évszázad közepén keleti és nyugati irányban egyaránt bővítették. A normann építmény nyomai láthatók a mai katedrális kriptájában.

### 1200-tól napjainkig

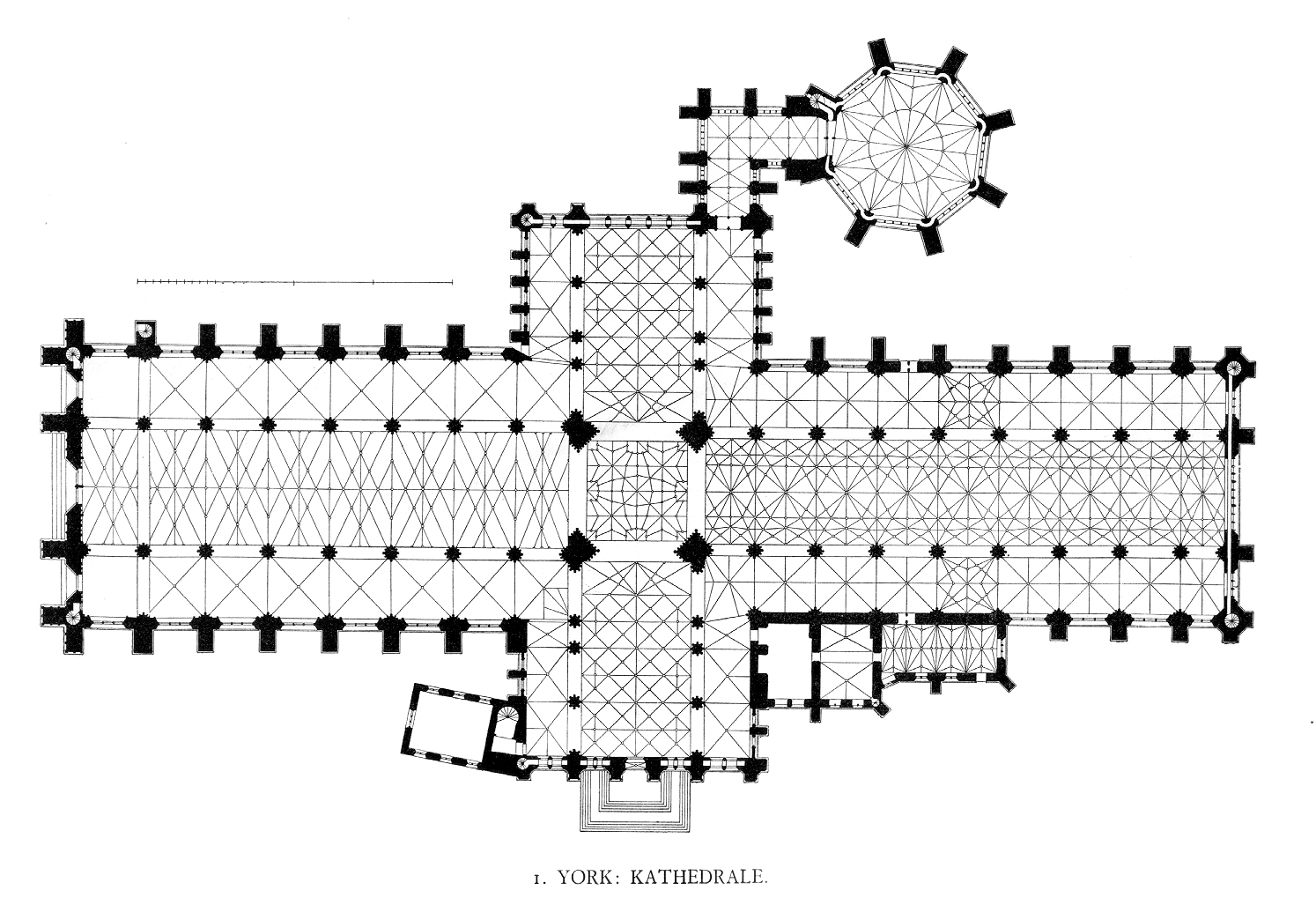
A katedrális alaprajza

1215-ben Walter Gray lett az érsek, aki negyven évig töltötte be ezt a posztot. Neki köszönhető a templom katedrálissá alakítása. A katedrálist 1220-ban kezdték építeni, és a munka 1480-ig tartott. A hosszú építési idő miatt a templomon megfigyelhető a gótika fejlődésének valamennyi nagyobb lépcsőfoka. A kereszthajót korai angol stílusban építették 1220-tól 1255-ig, a nyolcszögletű káptalanterem (1260–1290) és a főhajó (1291–1340) a dekoratív stílus jegyeit hordozza magán, míg a nyugati és a középső tornyot, valamint a nyugati homlokzatot (1470–1472) perpendikuláris stílusban fejezték be.
A felújítás során a főhajó alapterületét a kétszeresére bővítették, ezzel a yorki katedrális lett a legszélesebb Európában. Az 1407-ben beomlott középső tornyot újra felépítették, így az a második legmagasabb lett Angliában a Westminsteri apátság után.
A templom a reformáció és az angol forradalom alatt súlyosan megrongálódott, jóval később, 1829-ben tűz is volt benne. Lángok pusztítottak a déli kereszthajóban 1984 júliusában is. A tetőszerkezet helyreállítása 2,25 millió fontba került.

## Mérete
A katedrális kereszt alaprajzú. A templom belső hossza 148 méter, magassága 35 méter, hajójának szélessége szintén 35 méter, kereszthajója 69 méteres. Három tornya van, kettő az épület nyugati végén, egy a főhajó és a kereszthajó találkozásánál. A középső toronyba 275 lépcsőn lehet feljutni. A magasból jól belátni a nyugati tornyokat, illetve a katedrális lábánál elterülő középkori városmagot. A torony súlya 16 ezer tonna.
A központi hajó mennyezete festett fa, míg az oldalhajóké kő. A főhajó mindkét oldalán nemesi címerek láthatók, amelyek azoknak a főuraknak állítanak emléket, akik részt vettek II. Eduárddal a parlament yorki ülésén. Kisebb kápolnákban különböző környékbeli katonai alakulatok hősi halottainak alakítottak ki emlékhelyet.

## Ablakai
Híresek a katedrális ólomrekeszes, festett ablakai, amelyekből 111 van a templomban. A 23 méter magas, 9,4 méter széles, csúcsíves keleti ablak, amely az oltár mögött van, a világ teremtését, illetve a végítéletet ábrázolja, és több mint száz jelenetből áll. Az 1405 és 1408 között készített üvegablak valószínűleg a legnagyobb volt a középkorban. Az óriási ablak John Thorton alkotása.
Gyönyörű munka az Öt nővér ablaka is, amely nevének megfelelően öt részből áll, legmagasabb pontja 15 méterre van az ablak aljától. Ezt az ablakot a szürke különböző árnyalatai uralják, mivel grisaille technikával készült. A bibliai témák mellett világi alakok is láthatók a katedrálisok ablakain.
Kiemelkedő mestermunka a déli kereszthajót uraló rózsaablak, amely a Lancaster- és a York-ház egyesülésének állít emléket. VII. Henrik és Yorki Erzsébet házassága véget vetett a rózsák háborújának, és általuk kezdődött meg a Tudor-korszak.

## Kápolnák, sírok
Az oldalhajókban számos sír és kápolna található. A nyugatiban, a Mária-kápolnában fekszik a többi között Scope érsek, akit IV. Henrik angol király 1405-ben lázadásért kivégeztetett. A katedrálisban található szentélyrekesztő falon 15 király (I. Vilmostól VI. Henrikig) szobra áll.
Az északi kereszthajóból közelíthető meg a nyolcszögletű káptalanterembe, amelynek nincs központi tartóoszlopa, fülkéit pedig külön-külön ablak világítja meg. A káptalanterembe vezető helyiségben a következő latin nyelvű felirat olvasható: „Mint ahogy a rózsa a virágok virága, úgy ez a ház is a házak háza”. A teremben kétszáz faragott fej és figura látható. Mivel a terem közepén nincs tartóoszlop és az ablakokon sok fény jut be, a helyiség légiesen könnyűnek tűnik.
A kripta a templom alatt helyezkedik el. Számos római és normann épületmaradvány is van a mélyben, ezekre akkor bukkantak, amikor 1967-ben hatalmas műszaki erőfeszítésekkel megerősítették az omlással fenyegető tornyokat.

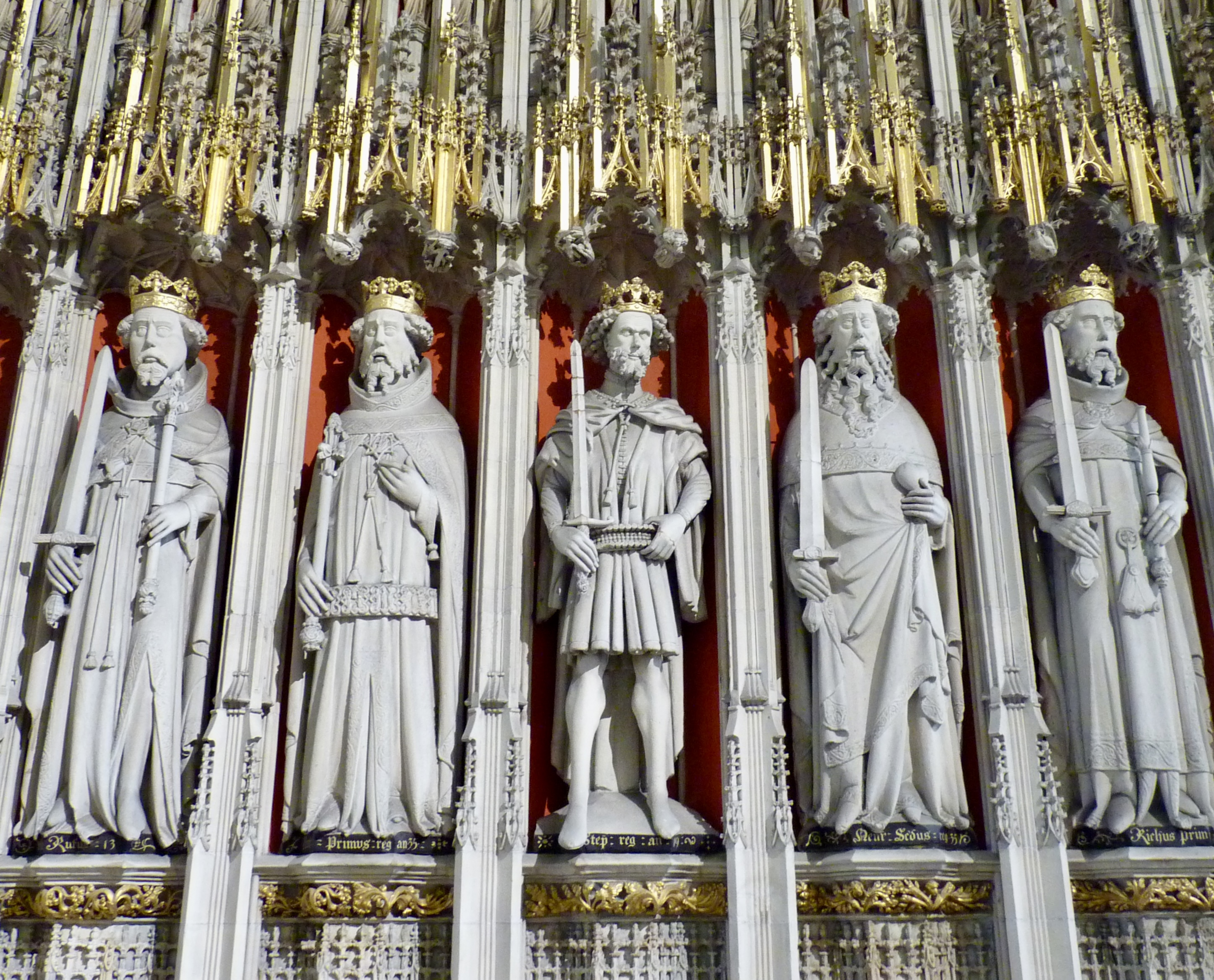
Faragott királyok
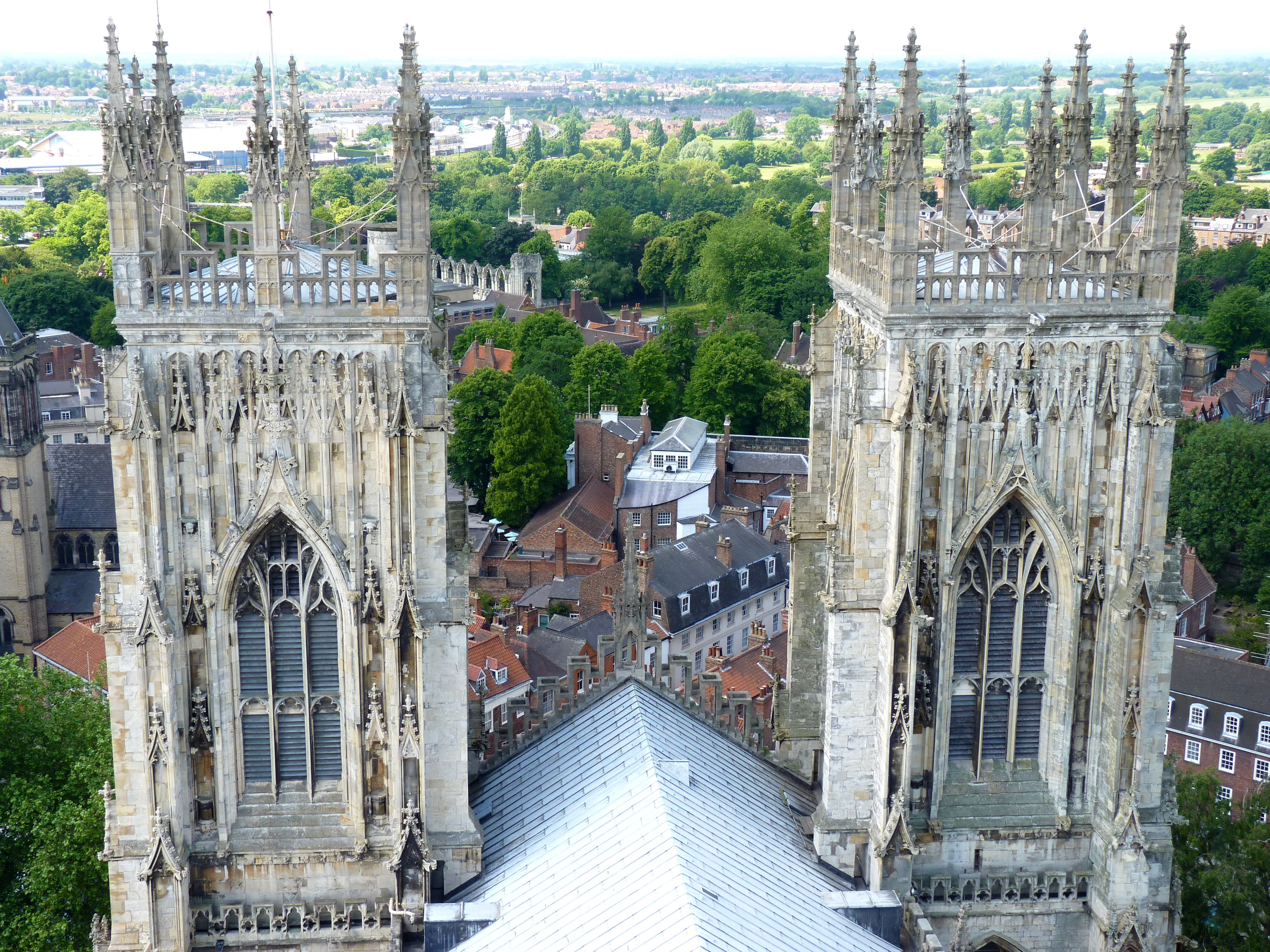
A nyugati tornyok a középső toronyból
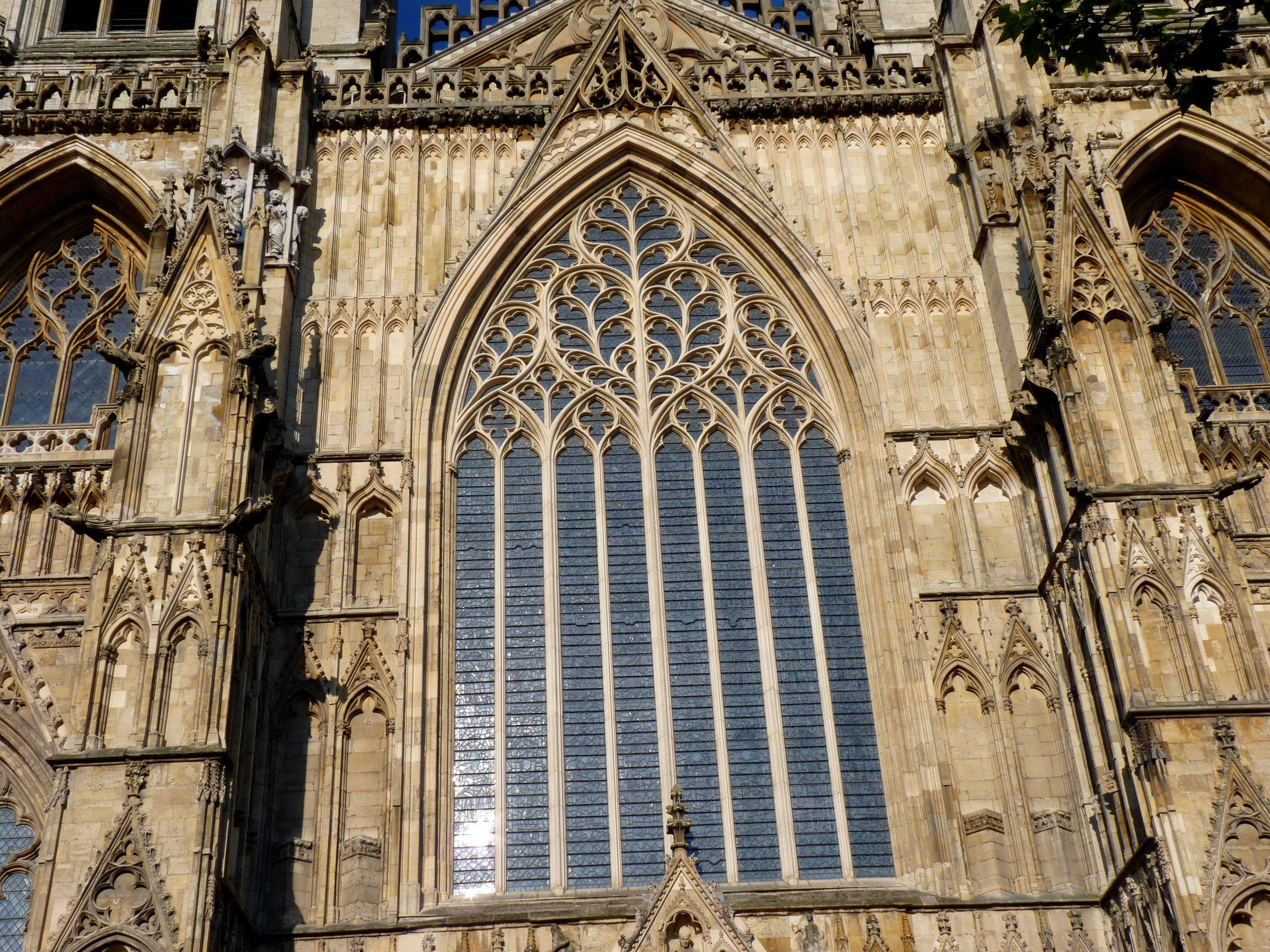
Csúcsíves ólomüveg ablak
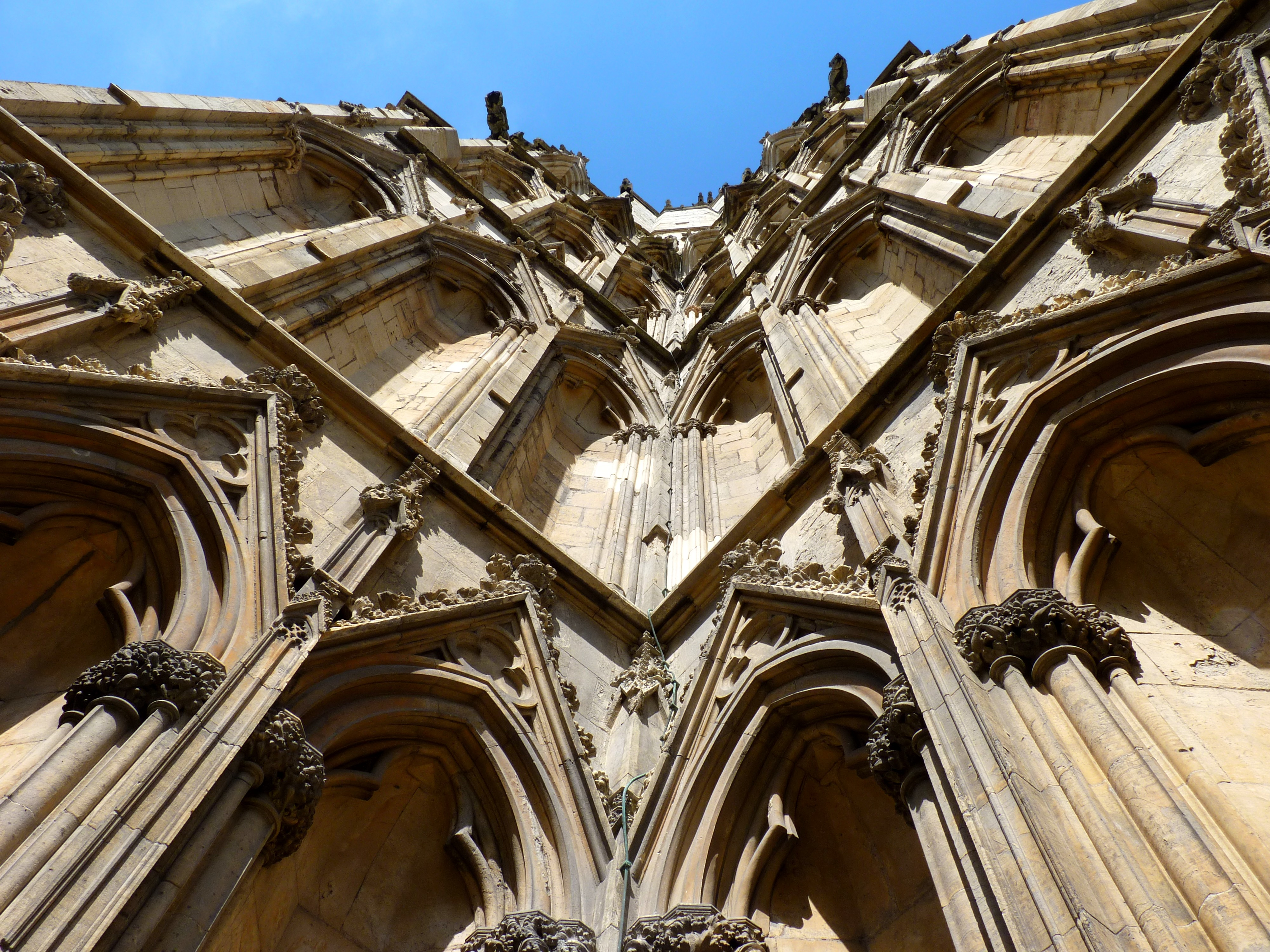
Faragványok a katedrális oldalán
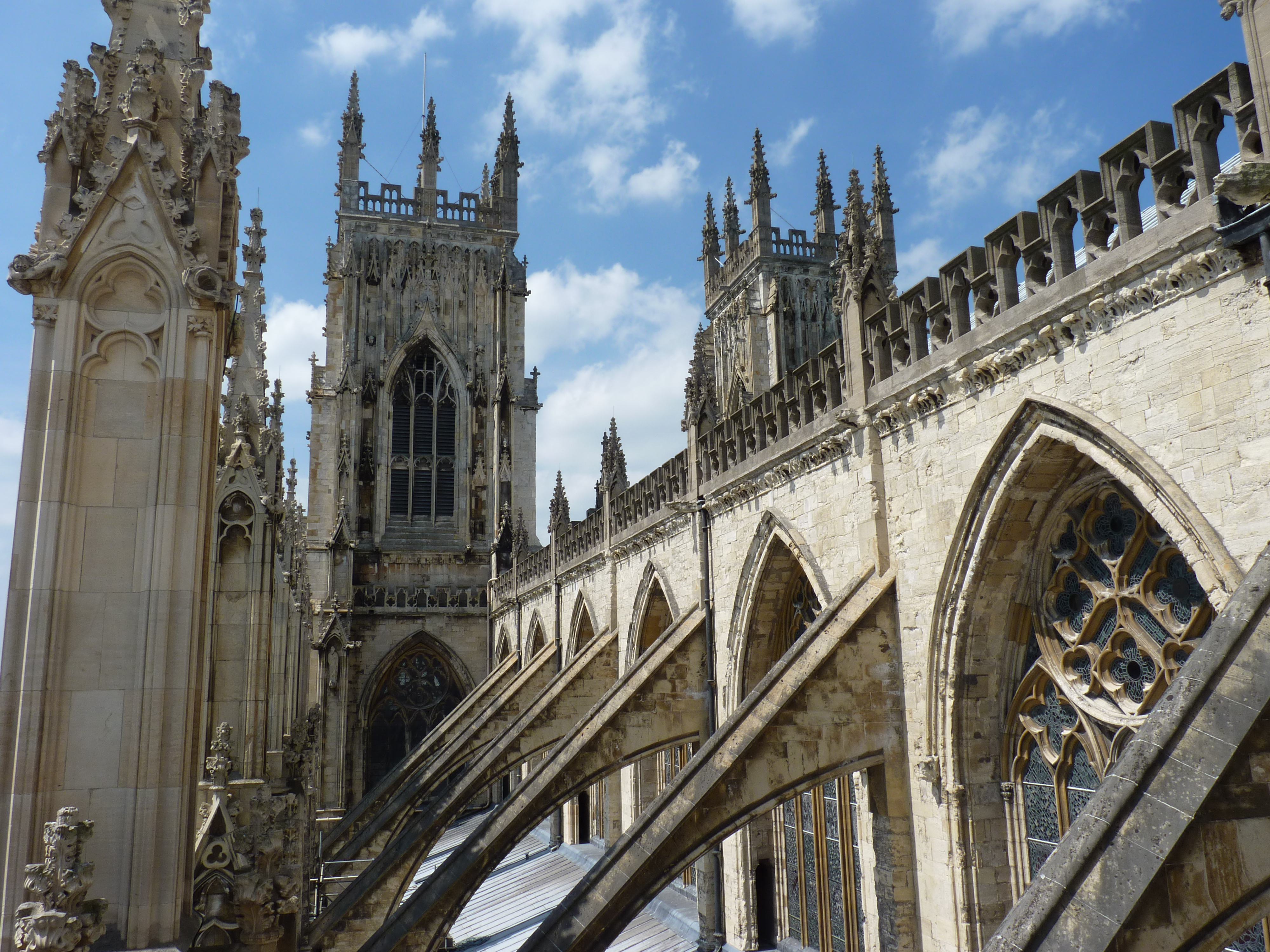
A nyugati tornyok a tetőről
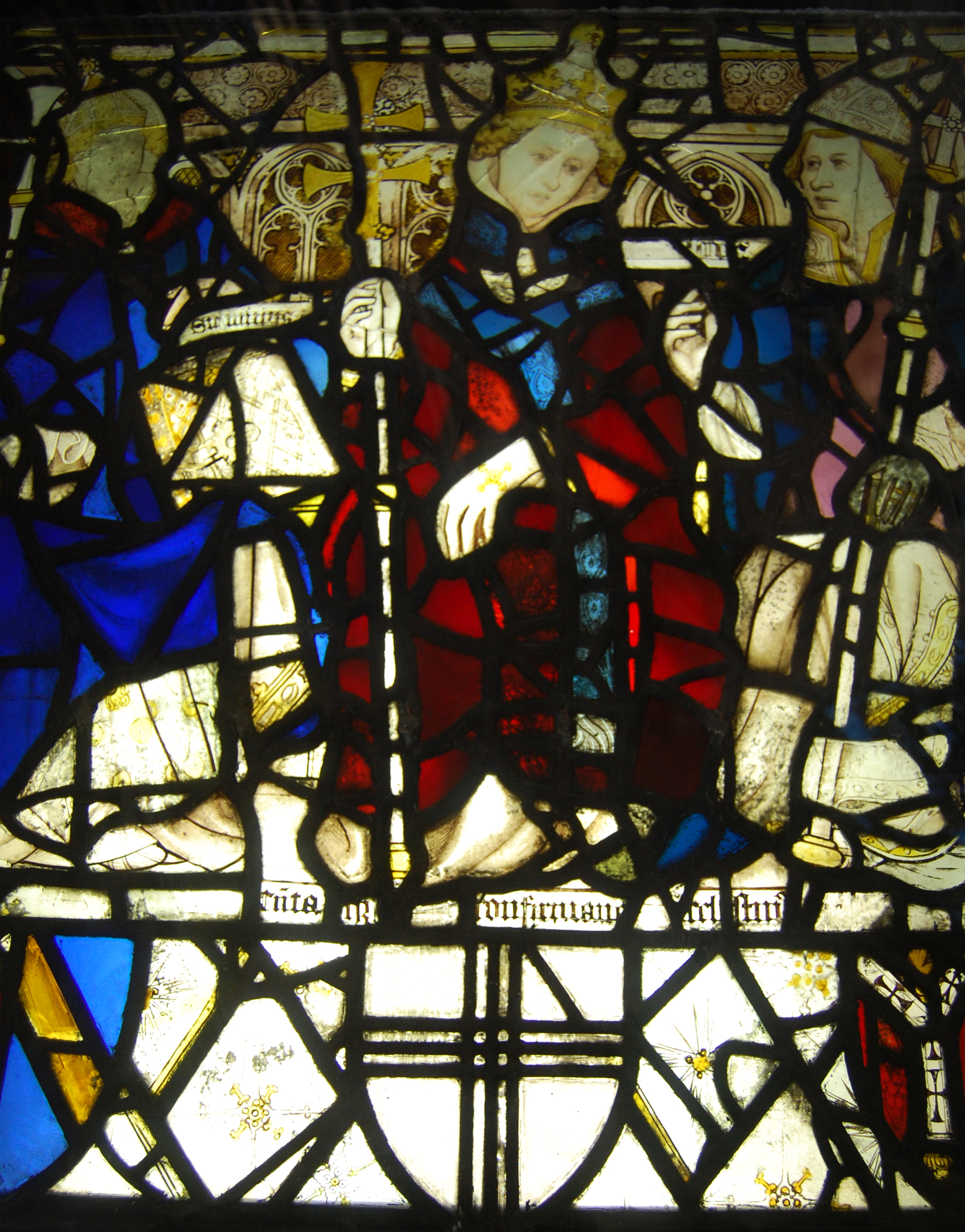
Üvegablak